# 川本真琴and幽霊
『川本真琴and幽霊』（かわもとまこと・アンド・ゆうれい）は、川本真琴が「川本真琴and幽霊」名義でリリースした12枚目のシングル・ミニアルバム。

## 概要
川本真琴が写真家の佐内正史とユニット「川本真琴and幽霊」を結成して共同制作した作品で、CDと写真集がセットになっている。CDには佐内正史と共作した書き下ろしの新曲3曲とフランスの音楽家ピエール・バルーが歌った「Boule qui roule （Pierre Barouh & Maria David）」をカバーした「出逢いの星」を収録。ミックスとサウンドメイキングを中村宗一郎が手がけ、カバー曲はカメラ＝万年筆の佐藤優介がトラックメイキングを担当した。また、CDに付属する全60ページの写真集は全編佐内による撮り下ろしで、楽曲と共にユニットの世界観を表現している。

## 収録曲
| #  | タイトル                 | 作詞・作曲      | 編曲                         |
| -- | ------------------------ | --------------- | ---------------------------- |
| 1. | 「DEVELOP」              | 川本真琴and幽霊 | 川本真琴and幽霊              |
| 2. | 「豆の収穫」             | 川本真琴and幽霊 | 大谷能生（編曲・第二ピアノ） |
| 3. | 「first flight night」   | 川本真琴and幽霊 | 川本真琴and幽霊              |
| 4. | 「出逢いの星」(カバー曲) | Daniel Lavoie   | 佐藤優介                     |